# Klemm Kl 31
Le Klemm Kl 31 était un avion de tourisme, développé en Allemagne au début des années 1930. Il a été conçu par Robert Lusser, pour Klemm. Il s'agissait d'un monoplan à ailes basses avec quatre sièges dans une cabine fermée. Le fuselage était construit à partir de tube d'acier soudé, tandis que les ailes étaient en bois. Certains Kl 31 ont été utilisés par la Luftwaffe en tant qu'avion d'entraînement et de liaison.

## Utilisateurs
Allemagne
- Luftwaffe

 Hongrie
- Force aérienne royale de Hongrie

## Spécifications
Caractéristiques générales
- Équipage : un pilote
- Capacité : trois passagers
- Longueur : 8 mètres 50
- Envergure : 13 mètres 50
- Hauteur : 2 mètres 30
- Surface alaire : 20,8 mètres carrés
- Masse à vide : 690 kg
- Masse typique : 1 250 kg
- Moteur : 1 x  Bramo Sh 14a de 120 kW (160 hp)   chacun

 Performances 
- Vitesse maximale : 190 km/h
- Distance franchissable : 735 km
- Plafond : 3 800 mètres
- Vitesse ascensionnelle : 2,3 m/s